# (8729) Descour
(8729) Descour est un astéroïde de la ceinture principale.

## Description
(8729) Descour est un astéroïde de la ceinture principale. Il fut découvert le 5 novembre 1996 à Kitt Peak par le projet Spacewatch. Il présente une orbite caractérisée par un demi-grand axe de 2,42 UA, une excentricité de 0,03 et une inclinaison de 2,7° par rapport à l'écliptique.

## Compléments